# Файт Шерцер
Файт Шерцер (нім. Veit Scherzer; 1959) — німецький колекціонер нагород, письменник, редактор і видавець.

## Біографія
В 1970 році вітчимом Файта став колишній унтерофіцер вермахту. До 1993 року працював оптиком. В 1993 році заснував в Байройті видавництво Scherzers Militaer-Verlag (з 2014 року — Verlag Veit Scherzer), яке публікує в основному  роботи Шерцера та інших авторів на тему нагород, уніформи та військової історії. З 1993 по 2011 рік видавництво базувалось в Ранісі. З 2007 року видавництво випускає серію «Німецькі війська у Другій світовій війні». До 2015 року Шерцер був членом Німецького комітету історії Другої світової війни при Центрі військової історії і соціальних наук бундесверу.